# Square One
«Square One» — дебютный сингл альбом южнокорейской группы BLACKPINK, изданный 8 августа 2016 года лейблами YG Entertainment и KT Music. Сингл содержит две композиции — «Whistle» и «Boombayah». Авторами песен стали Тедди Пак, Bekuh BOOM, Future Bounce и B.I из группы IKON.
Песня «Whistle» в первую неделю послевыхода заняла первое место в цифровом чарте GAON, а «Boombayah» возглавляла международный чарт Billboard World Digital Songs.

## Информация о сингле
Сингл «Square One» вышел в продажу 8 августа 2016 на различных корейских музыкальных порталах и на iTunes.
Видеоклипы «Whistle» и «Boombayah» срежиссировал Со Хёнсын, (режиссёр клипов «I Am the Best» группы 2NE1 и «Fantastic Baby» группы Big Bang). Видео появились на официальном канале группы также 8 августа. За пять дней клипы набрали более 10 миллионов просмотров. К ноябрю 2016 года клип «Boombayah» набрал 59 миллионов просмотров, «Whistle» — 48 миллионов. 18 и 20 августа вышли видео с инструкциями по танцам из клипов.
Дебютное живое выступление Black Pink с «Whistle» и «Boombayah» состоялось в эфире телепередачи Inkigayo 14 августа 2016 года.

## Список композиций
| №                   | Название             | Текст песни                      | Музыка                             | Аранжировка         | Длительность |
| ------------------- | -------------------- | -------------------------------- | ---------------------------------- | ------------------- | ------------ |
| 1.                  | «Whistle» (휘파람)   | Тедди Пак [англ.] Bekuh BOOM B.I | Тедди Пак Future Bounce Bekuh BOOM | Teddy Future Bounce | 3:32         |
| 2.                  | «Boombayah» (붐바야) | Тедди Пак Bekuh BOOM             | Тедди Пак Bekuh BOOM               | Тедди Пак           | 4:01         |
| Общая длительность: | Общая длительность:  | Общая длительность:              | Общая длительность:                | Общая длительность: | 7:33         |

## Продажи и чарты
Песня «Whistle» возглавила корейский цифровой чарт GAON на первой неделе после выхода, тогда было сделано 150747 закачек, в то время как «Boombayah» поднялась на 7 место этого хит-парада.
В США песня «Boombayah» возглавила международный хит-парад Billboard World Digital Songs 27 августа 2016 года, а «Whistle» вслед за ней заняла 2 место. Тогда иностранные слушатели сделали около 6 тысяч закачек обеих песен.

## Критика
В рецензии от Billboard K-Town говорится, что BLACKPINK взяли лучшее из хип-хопа и клубных мотивов своих «старших товарищей» (Psy, Big Bang и 2NE1) и вслед за ними получили и международный успех; в песне «Boombayah» слышится «ударный, экзотический бит» а «Whistle» «объединяет в себе пламенный напев и молодёжный хип-хоп с минимальным добавлением драм-н-баса».
Издание Rolling Stone включило BLACKPINK в список «10 новых исполнителей, о которых нужно узнать: сентябрь 2016»; в отзыве говорится, что BLACKPINK представляют собой идеальное сочетание K-pop и трэп-музыки из A-town (Атланты); их песни наверняка понравятся поклонникам CL, 2NE1, Арианы Гранде и Fifth Harmony.
Издание Entertainment Weekly включило сингл в список «8 горячих синглов от новых исполнителей»; в рецензии заявляется, что «Whistle» «быстро набирает градусы, включает в себя неотступное желание щелкать пальцами, a сахарный бридж, электронные гитарные рифы, монументальные басы и, конечно же, сопровождающий всё это свист… это всё звучит совершенно по-новому и займёт высокие места в американских хит-парадах».